# محیط میان‌سیاره‌ای

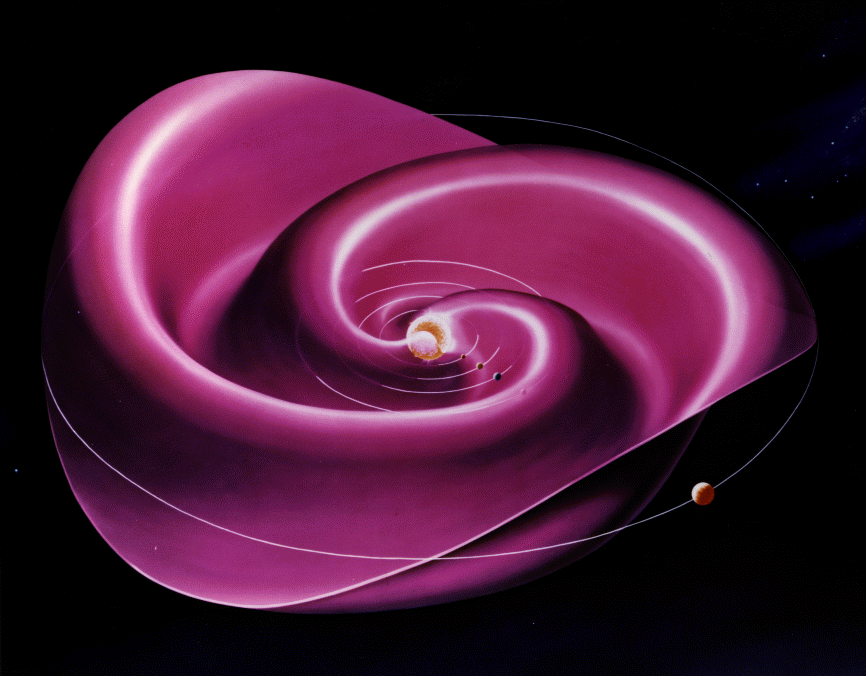
صفحه جریان خورشیدکُره‌ای از تأثیر میدان مغناطیسی گردشی خورشید بر پلاسمای موجود در محیط میان‌سیاره‌ای پدید می‌آید.

محیط میان‌سیاره‌ای محیطی است که منظومه خورشیدی را پر کرده‌است و تمامی اجرام آسمانی این منظومه از جمله سیاره‌ها، سیارک‌ها و دنباله‌دارها درون آن در حرکت هستند.